# ドルペッジョ
ドルペッジョ（伊: Drupeggio）、 別名カナイオーロ・ビアンコ (Canaiolo bianco) は、イタリア中部のトスカーナ州およびウンブリア州オルヴィエートで栽培されているワイン用白ブドウ品種である。トスカーナの白ブドウ品種であるヴェルナッチャ・ディ・サンジミニャーノと混同されることが多い。後者もカナイオーロ・ビアンコの別名で知られており、同じ畑で同一種のように扱われ、フィールドブレンドとなっている可能性もある。
ドルペッジョは、複数の原産地統制呼称 (D.O.C.) 認定地域において使用の認められている品種であり、オルヴィエート DOC (Orvieto DOC) では通常トレッビアーノ・トスカーノ、グレケット (Grechetto) 、ヴェルデッロ (Verdello) 、マルヴァジーア・トスカーナとブレンドされるほか、バルコ・レアーレ・ディ・カルミニャーノ DOC (Barco Reale di Carmignano DOC) の場合は赤ワインおよびロゼワインにも使用され、サンジョヴェーゼおよびカベルネ・ソーヴィニヨンとブレンドされる。また、ドルペッジョはヴィン・サントの生産にも使用が認められている品種ではあるが、ストローワイン作りに十分な程度まで干しブドウ化する力に乏しく、イタリアのデザートワインにこの品種名が挙がることは非常に稀である。

## 歴史

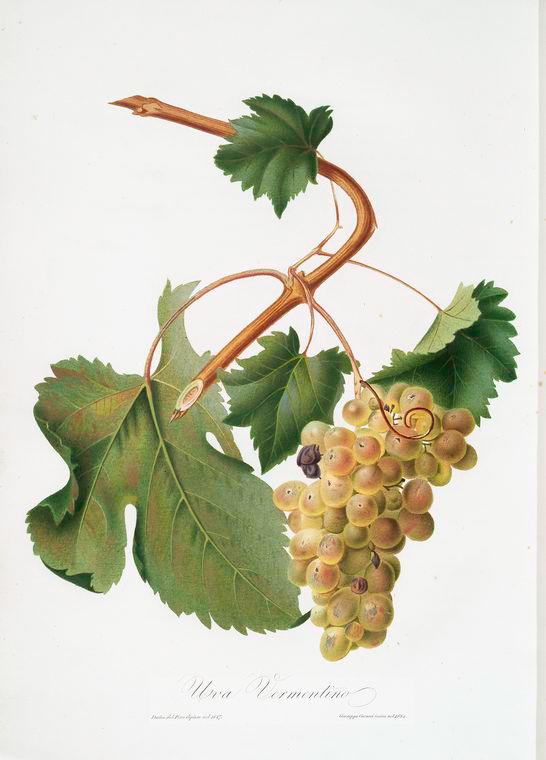
ドルペッジョが混同されることの多いトスカーナの白ブドウ品種のひとつ、ヴェルメンティーノ

ドルペッジョに関しては、トスカーナにおいて別名のカナイオーロ・ビアンコの名で登場したものが最古の記録であり、早くも1817年にはワイン生産に使用されていたことが記録されている。カナイオーロ・ビアンコは、ピンク色の果皮をもつカナイオーロ・ローザ種とは異なり、トスカーナのワイン用ブドウ品種でキャンティにブレンドされることのあるカナイオーロの色素変異体ではない。この品種の正確な起源は不明だが、2011年まで実施されたDNA型鑑定によって、トスカーナで栽培されている白ブドウ品種のうち少なくとも6種に対して「カナイオーロ・ビアンコ」の名称がつけられていたことが判明した。なかでも最も有名なのは、ヴェルナッチャ・ディ・サンジミニャーノ種であり、同名のD.O.C.G.認定ワインに広く使用されている。そのほかにドルペッジョと混同されることのある品種としては、ヴェルメンティーノや実質的に絶滅扱いとなっているトスカーナの品種、ズッカッチョ (Zuccaccio) などがある。

## ブドウ栽培

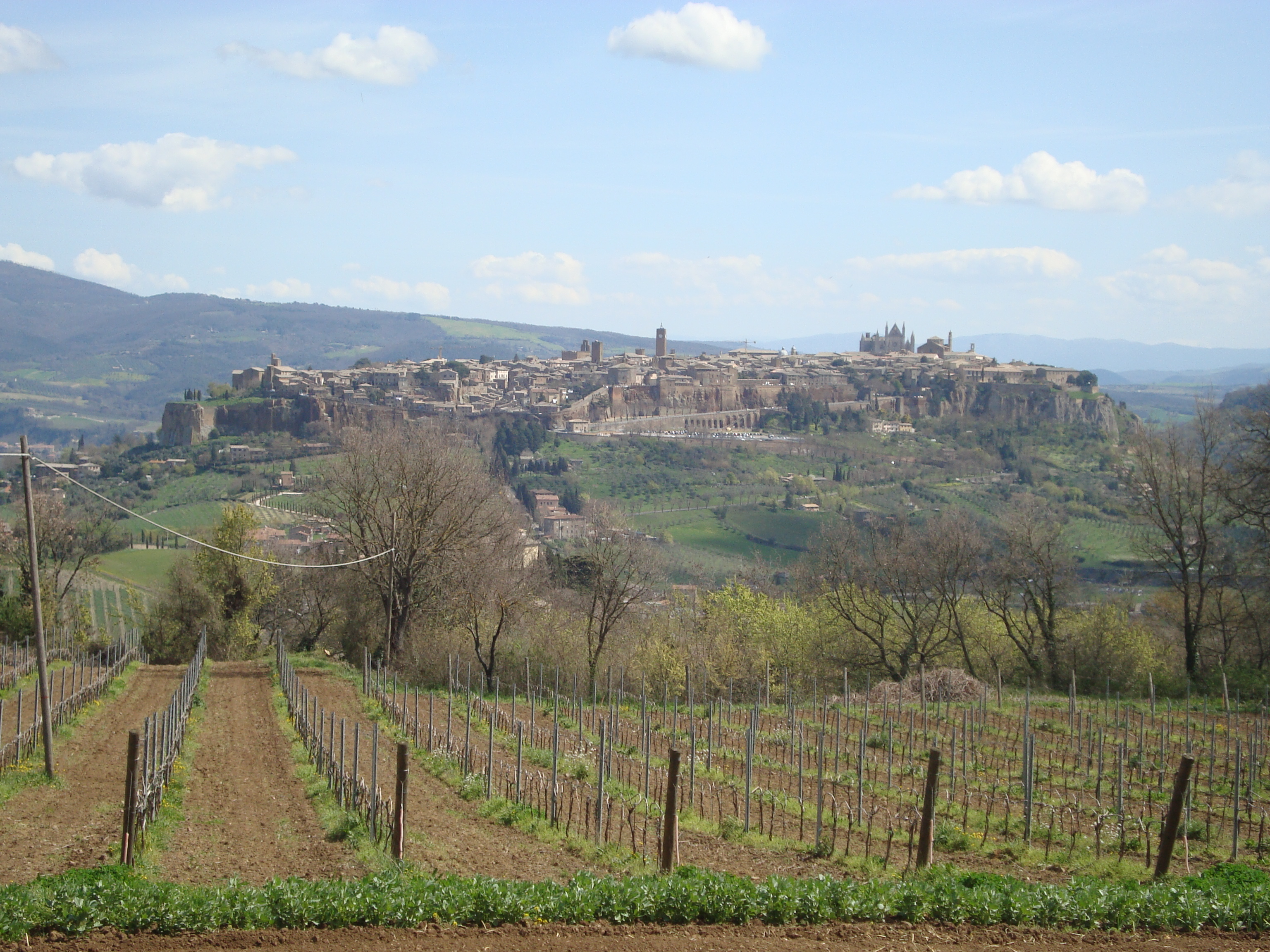
ドルペッジョが栽培されているウンブリア州オルヴィエートの風景

ドルペッジョは、完熟する時期が中期から晩期にあたる品種である（キャンティにおいては9月下旬から10月上旬）。果房の大きさは中程度、細身の円錐形で岐肩がある。果実はやや小粒の円形で白みがかった緑色をしている。白ブドウ品種にしては果皮が比較的に厚く、果実が干しブドウのような半乾燥状態にはなりにくいため、ヴィン・サントのようなパッシート (passito) タイプのストローワインに使用されることは、複数のD.O.C.において認められているものの、非常に稀である。「カナイオーロ・ビアンコ」の別名をもつ品種はいくつかあり、特にトスカーナ州に多いが、Canaiolo bianco ARSIAL-CRA 402が唯一の正式なカナイオーロ・ビアンコのクローンであり、ドルペッジョはこのクローンにあたる。

## ワイン生産地域
ドルペッジョは、イタリアの中部以外ではほぼ見かけることがない。栽培されている地域は、トスカーナ州、ウンブリア州、ラツィオ州からマルケ州、モリーゼ州にまたがっている。他のブドウ品種、とりわけトスカーナ州のヴェルナッチャ・ディ・サンジミニャーノとの混同があるため、正確な植栽数を知ることは困難である。2000年の統計では栽培総面積が674ヘクタールと報告されているが、その他の「カナイオーロ・ビアンコ」の植栽が含まれている可能性が高い。

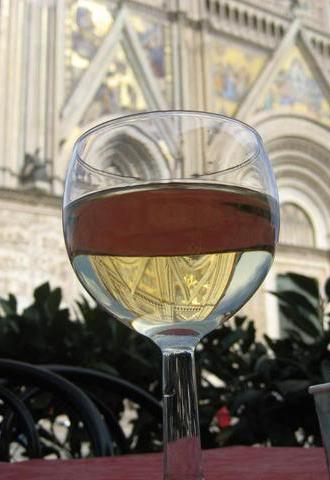
オルヴィエートDOCのワイン

「本物の」ドルペッジョの植栽の大半はウンブリア州にみられ、同州のオルヴィエート DOCのワインにおいては、ドルペッジョが重要なブレンド用品種となっていることもある。 以前のD.O.C. の規定では、トレッビアーノ・トスカーノ（現地名プロカニコ (Procanico) ）を主体とし (50–65%) 、ヴェルデッロを15–25%使用するが、残りの20–30%の枠でグレケット、マルヴァジーア・トスカーナ、ドルペッジョのうち単体もしくは複数の品種の使用が認められていた。現在はプロカニコとグレケットを単体もしくは合わせて60%以上、その他の地元産白ブドウ品種を最大40%まで使用するとのみ規定されているが、ドルペッジョの使用は続いている。 
イタリアワインの専門家イアン・ダガータによると、トスカーナ州におけるドルペッジョの栽培面積は約110ヘクタールにすぎない。フィレンツェ県、プラート県、アレッツォ県、ピストイア県のほかグロッセート県やピサ市およびシエナ市周辺にもみられ、いくつかのD.O.C.ではマルヴァジーアやトレッビアーノとのブレンドが認められている。カルミニャーノ DOCG (Carmignano DOCG) およびその下位クラスにあたるバルコ・レアーレ・ディ・カルミニャーノ DOC (Barco Reale di Carmignano DOC) では、赤ワインおよびロゼワインにドルペッジョを使用することが認められており、サンジョヴェーゼ、カベルネ・ソーヴィニヨン、カナイオーロ・ネロ、カベルネ・フラン、トレッビアーノ・トスカーノ、マルヴァジーア・ビアンカ・ルンガとともに最大10%までドルペッジョをブレンドしてよいことになっている。

## 別名
長年にわたりドルペッジョは以下のような別名で知られていた。
カナイオーロ・ビアンコ (Canaiolo bianco) 、ボッタイオ・ビアンコ (Bottaio bianco) （トスカーナ州）、カチネッロ (Cacinello) またはカッチューモ (Cacciumo) （モリーゼ州カンポバッソ県）、カナイオーラ (Canajola) 、カニーナ (Canina) またはウーヴァ・デイ・カーニ (Uva dei Cani) （マルケ州アスコリ・ピチェーノ県）、ドルペッチョ (Drupeccio) 、ルペッチョ (Lupeccio) またはトルペッチョ (Trupeccio) （ウンブリア州オルヴィエート) 、ヴォルピッキオ (Volpicchio) （トスカーナ州）。